# Passa il piatto
Passa il piatto (Pass the Plate) è stata una mini-serie prodotta in dieci stati tramite Disney Channel nel 2007. Presentato da Brenda Song, il programma ha cameo da parte di varie star dei Disney Channel di tutto il mondo.

## Lo show
Lo show ha il compito di ampliare le conoscenze culturali dei telespettatori, nei confronti delle pietanze dei principali paesi mondiali che trasmettono il canale Disney Channel.

### Episodi
1. Riso
2. Pomodoro
3. Spinaci
4. Pesce
5. Banana
6. Mango
7. Pesce (2)
8. Insalata
9. Grano
10. Frutta

## Cast
Come conduttrice principale è stata scelta  Brenda Song, mentre per quanto riguarda le presentazioni nazionali italiane sono stati scelti Ambra Lo Faro e Giulio Rubinelli.
Altri membri sono:
- Bless4
- Daniel Rodrigo Martins
- Lu Yun
- Andreas Muñoz
- Alicia Banit
- Jack Pearson
- Deniz Akdeniz
- Chi Shuai
- Benazir Shaikh
- Parth Muni
- Paulina Holguín
- David Holguín
- Joe Sammons
- Come Levin
- Manon Azem
- Sydney Rae White
- Gregg Sulkin
- Federico Di Iorio
- Robson Nunes
- Brad Kavanagh